# کوه واکاکوسا
کوه واکاکوسا، کوه میکاسا (به ژاپنی: 若草山, Wakakusa-yama) به معنی «علف جوان»، کوهی است که در نارا (ژاپن) در استان نارا، ژاپن واقع شده‌است.